# Friidrott vid panamerikanska spelen 1995

Friidrottstävlingarna vid panamerikanska spelen 1995 arrangerades i  Mar del Plata, Argentina.

## Resultat

### Herrar
100 meter

1 Glenroy Gilbert,  Kanada,  10,21w

2 Joel Isasi, Kuba,  10,23w

3 André Domingos da Silva Brasilien,  10,23w

200 meter

1 Iván García, Kuba,  20,29

2 Andrew Tynes, Bahamas,  20,33

3 Sebastián Keitel Chile,  20,55

400 meter

1 Norberto Téllez, Kuba,  45,38

2 Omar Meña, Kuba,  45,64

3 Eswort Coombs Saint Vincent och Grenadinerna,  45,68

800 meter

1 José Luiz Barbosa, Brasilien,  1.46,02

2 Alain Miranda, Kuba,  1.46,88

3 Bill Sumner, USA,  1.47,58

1 500 meter

1 Joaquim Cruz, Brasilien, 3.40,26

2 Terrance Herrington, USA,  3.40,97

3 Jason Pyrah, USA,  3.42,34

5 000 meter

1 Armando Quintanilla, Mexiko,  13.30,35

2 Wander Moura, Brasilien,  13.45,53

3 Silvio Guerra, Ecuador,  13.52,29

10 000 meter

1 Armando Quintanilla, Mexiko,  28.57,41

2 Valdenor dos Santos, Brasilien,  29.04,79

3 Ronaldo da Costa, Brasilien,  29.07,68

Maraton

1 Benjamín Paredes, Mexiko,  2:14.44

2 Mark Coogan, USA,  2:15.21

3 Luiz da Silva, Brasilien,  2:15.46

3 000 meter hinder

1 Wander Moura, Brasilien,  8.14,41

2 Brian Diemer, USA,  8.30,58

3 Dan Reese, USA,  8.31,58

110 meter häck

1 Roger Kingdom, USA,  13,39

2 Emilio Valle, Kuba,  13,40

3 Courtney Hawkins, USA,  13,54

400 meter häck

1 Eronilde de Araújo, Brasilien,  49,29

2 Everson Teixeira, Brasilien,  50,24

3 Llimy Rivas, Colombia,  50,37

Höjdhopp

1 Javier Sotomayor, Kuba,  2,40

2 Steve Smith, USA,  2,29

3 Gilmar Mayo, Colombia,  2,26

Stavhopp

1 Pat Manson, USA,  5,75

2 Bill Deering, USA,  5,60

3 Alberto Manzano, Kuba,  5,40

Längdhopp

1 Iván Pedroso, Kuba,  8,50

2 Jaime Jefferson, Kuba,  8,23

3 Elmer Williams, Puerto Rico,  8,00w

Tresteg

1 Yoelbi Quesada, Kuba,  17,67

2 Jérôme Romain, Dominica,  17,24

3 Yoel García, Kuba,  17,21w

Kula

1 C.J. Hunter, USA,  20,52

2 Jorge Montenegro, Kuba,  18,94

3 Gert Weil, Chile,  18,71

Diskus

1 Roberto Moya, Kuba,  63,58

2 Alexis Elizalde, Kuba,  62,00

3 Randy Heisler, USA,  60,12

Slägga

1 Lance Deal, USA,  75,64

2 Alberto Sánchez, Kuba,  73,94

3 Andrés Charadia, Argentina,  71,78

Spjut

1 Emeterio González, Kuba,  79,28

2 Edgar Baumann, Paraguay,  78,70

3 Todd Riech, USA,  77,82

Tiokamp

1 Kip Janvrin, USA,  8 049

2 Eugenio Balanqué, Kuba 7 948

3 Alejandro Cárdenas, Mexiko,  7 387

Gång 20 kilometer

1 Jefferson Pérez, Ecuador,  1:22.53

2 Daniel García, Mexiko,  1:22.57

3 Julio René Martínez, Guatemala,  1:23.50

Gång 50 kilometer

1 Carlos Mercenario, Mexiko,  3:47.55

2 Miguel Rodríguez, Mexiko,  3:48.22

3 Julio César Urías, Guatemala,  3:49.37

4 x 100 meter

1  Kuba, (Joel Isasi, Jorge Aguilera, Joel Lamela, Iván García), 38,67

2  USA,  (Robert Reading, Wendell Gaskin, Ron Clark, Dino Napier), 39,12

3  Mexiko, (Jaime Barragán, Carlos Villaseñor, Salvador Miranda, Alejandro Cárdenas),  39,77

4 x 400 meter

1  Kuba, (Jorge Crusellas, Norberto Téllez, Omar Meña, Iván García), 3.01,53

2  Jamaica, (Orville Taylor, Dennis Blake, Roxbert Martin, Michael McDonald),  3.02,11

3  Trinidad och Tobago, (Robert Guy, Neil de Silva, Hayden Stephens, Ian Morris),  3.02,24

### Damer
100 meter

1 Chryste Gaines, USA,  11,05w

2 Liliana Allen, Kuba,  11,16w

3 Heather Samuel,  Antigua och Barbuda,  11,33w

200 meter

1 Liliana Allen, Kuba,  22,73

2 Dahlia Duhaney, Jamaica,  23,03

3 Omegia Keeys, USA,  23,24

400 meter

1 Julia Duporty, Kuba,  50,77

2 Nancy McLeón, Kuba,  51,81

3 Flirtisha Harris, USA,  52,51

800 meter

1 Meredith Rainey, USA,  1.59,44

2 Luciana Mendes, Brasilien,  2.01,71

3 Letitia Vriesde, Surinam,  2.02,25

1 500 meter

1 Sarah Thorsett, USA,  4.21,84

2 Sarah Howell, Kanada,  4.22,10

3 Marta Orellana, Argentina,  4.22,44

5 000 meter

1 Adriana Fernández, Mexiko,  15.46,32

2 María del Carmen Díaz, Mexiko,  15.46,43

3 Carol Montgomery, Kanada,  15.46,80

10 000 meter

1 Carmen Oliveira, Brasilien, 33.10,19

2 Carol Montgomery, Kanada,  33.13,58

3 María del Carmen Díaz, Mexiko,  33.14,94

Maraton

1 Maria Trujillo, USA,  2:43.56

2 Jennifer Martin, USA,  2:44.10

3 Emma Cabrera, Mexiko,  2:46.36

100 meter häck

1 Aliuska López, Kuba,  12,68w

2 Donalda Duprey, Kanada,  13,16w

3 Odalys Adams, Kuba,  13,17w

400 meter häck

1 Kim Batten, USA,  54,74

2 Tonja Buford, USA,  55,05

3 Lency Montelier, Kuba,  55,74

Höjdhopp

1 Ioamnet Quintero, Kuba,  1,94

2 Silvia Costa, Kuba,  1,91

3 Angie Bradburn, USA, 1,91

Längdhopp

1 Niurka Montalvo, Kuba,  6,89

2 Andrea Ávila, Argentina,  6,52

3 Jackie Edwards, Bahamas,  6,50

Tresteg

1 Laiza Carrillo, Kuba,  14,09

2 Niurka Montalvo, Kuba,  13,90w

3 Andrea Ávila, Argentina,  13,84w

Kula

1 Connie Price-Smith, USA,  19,17

2 Ramona Pagel, USA,  18,50

3 Yumileidi Cumbá, Kuba,  18,47

Diskus

1 Maritza Martén, Kuba,  61,22

2 Bárbara Hechevarría, Kuba,  60,20

3 Kris Kuehl, USA,  56,92

Spjut

1 Xiomara Rivero, Kuba,  63,92

2 Laverne Eve, Bahamas,  61,26

3 Valerie Tulloch, Kanada,  60,58

Sjukamp

1 Jamie McNeair, USA,  6 266

2 Magalys García, Kuba,  6 055

3 DeDee Nathan, USA,  5 879

Gång 10 000 meter bana

1 Graciela Mendoza, Mexiko,  46.31,9

2 Michelle Rohl, USA,  46.36,5

3 Francisca Martínez, Mexiko,  47.44,8

4 x 100 meter

1  USA, (Flirtisha Harris, Shantel Twiggs, Richelle Webb, Chryste Gaines),  43,55

2  Kuba, (Miriam Ferrer, Aliuska López, Liliana Allen, Milena Pérez),  44,08

3  Colombia, (Felipa Palacios, Mirtha Brock, Carmen Rodríguez, Elia Mera),  44,10

4 x 400 meter

1  Kuba, (Idalmis Bonne, Surella Morales, Nancy McLeón, Julia Duporty),  3.27,45

2  USA, (Veronica Williams, Terri Dendy, Flirtisha Harris, Crystal Irving),  3.31,22

3  Colombia, (Carmen Rodríguez, Elia Mera, Mirtha Brock, Felipa Palacios),  3.38,54

## Medaljfördelning
| Place | Nation                         |    |    |    | Total |
| ----- | ------------------------------ | -- | -- | -- | ----- |
| 1     | Kuba                           | 18 | 16 | 5  | 39    |
| 2     | USA                            | 13 | 11 | 11 | 35    |
| 3     | Mexiko                         | 6  | 3  | 5  | 14    |
| 4     | Brasilien                      | 5  | 4  | 3  | 12    |
| 5     | Kanada                         | 1  | 3  | 2  | 6     |
| 6     | Ecuador                        | 1  | 0  | 1  | 2     |
| 7     | Bahamas                        | 0  | 2  | 1  | 3     |
| 8     | Jamaica                        | 0  | 2  | 0  | 2     |
| 9     | Argentina                      | 0  | 1  | 3  | 4     |
| 10    | Paraguay                       | 0  | 1  | 0  | 1     |
| 10    | Dominica                       | 0  | 1  | 0  | 1     |
| 12    | Colombia                       | 0  | 0  | 4  | 4     |
| 13    | Guatemala                      | 0  | 0  | 2  | 2     |
| 13    | Chile                          | 0  | 0  | 2  | 2     |
| 15    | Antigua och Barbuda            | 0  | 0  | 1  | 1     |
| 15    | Trinidad och Tobago            | 0  | 0  | 1  | 1     |
| 15    | Puerto Rico                    | 0  | 0  | 1  | 1     |
| 15    | Surinam                        | 0  | 0  | 1  | 1     |
| 15    | Saint Vincent och Grenadinerna | 0  | 0  | 1  | 1     |
| Total | Total                          | 44 | 44 | 44 | 132   |